# Diète de Porvoo

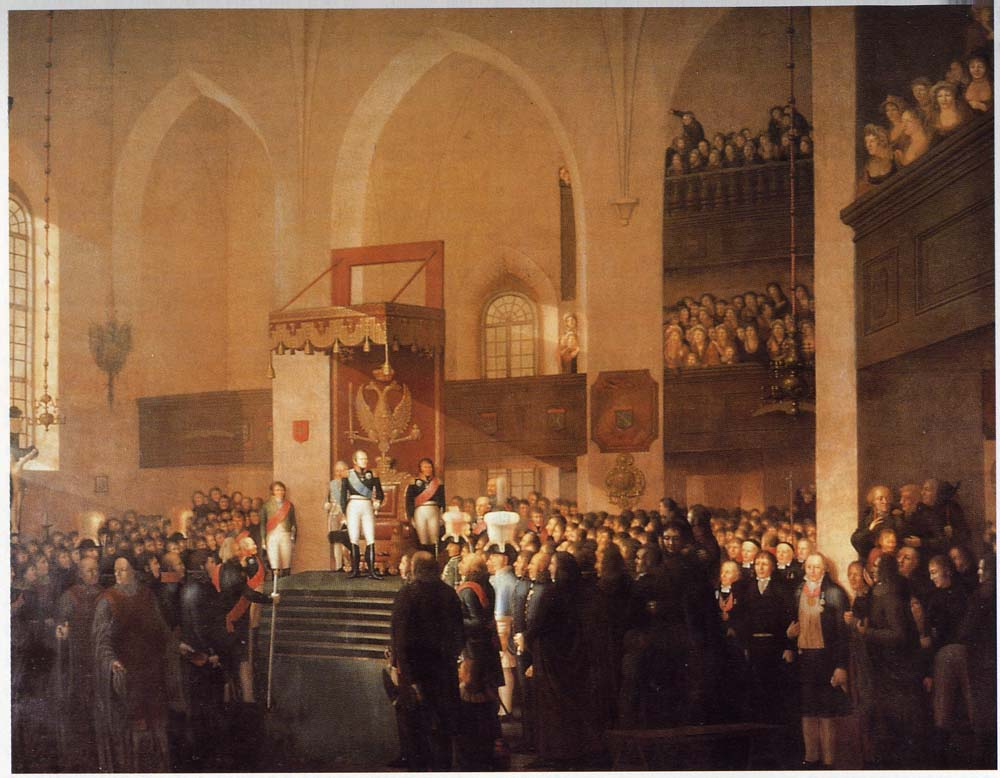
Le 25 mars 1809, Alexandre Ier de Russie ouvre la session de la Diète de Porvoo dans la cathédrale de Porvoo.

La Diète de Porvoo (en finnois : Porvoon maapäivät ou Porvoon valtiopäivät - en suédois : Borgå landtdag)  est l'assemblée législative convoquée pour établir la Grande Principauté de Finlande, en 1809. Elle est l'héritière des pouvoirs du Parlement suédois (Sveriges ståndsriksdag). La session de la Diète dure de mars à juillet 1809.

## Contexte
À la suite des guerres napoléoniennes, la Russie entre en guerre avec la Suède. Puis, en raison des traités existants entre la Suède et la Finlande, elle annexe à son Empire, les six provinces finlandaises ayant fait partie de la Suède depuis 600 ans. Les résolutions prises pendant la guerre, sont ratifiées durant la session de la Diète de Porvoo : le tsar Alexandre Ier de Russie y règle, pour l'essentiel « les rapports avec ses nouveaux sujets ». La Finlande, devient un grand-duché, Alexandre Ier s'engage à respecter son autonomie.

## Organisation

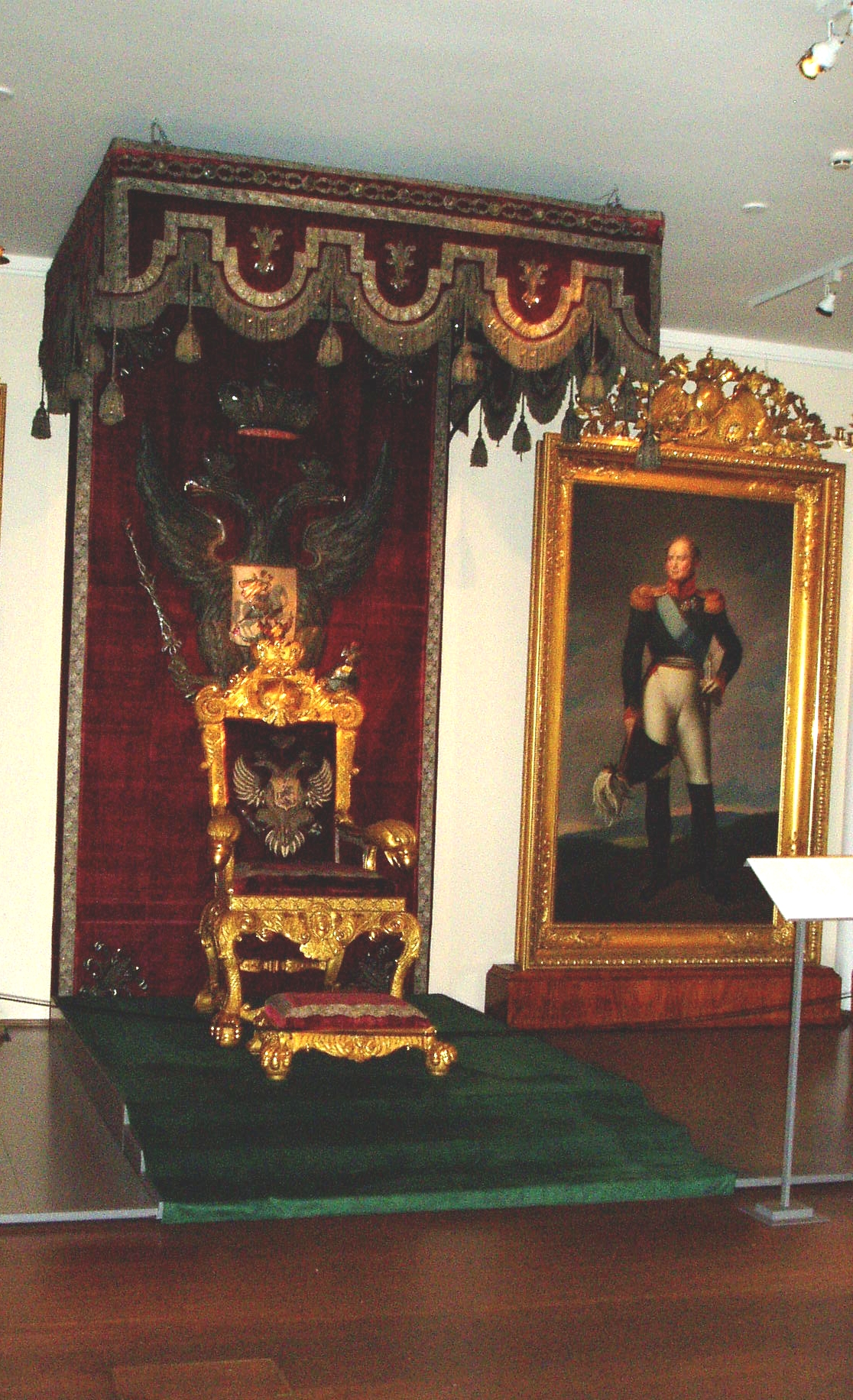
Le trône utilisé par Alexandre Ier à Porvoo (Musée national de Finlande). Le tableau, à droite représente Alexandre Ier.

Pendant la guerre de Finlande entre la Suède et la Russie, les quatre ordres de la Finlande (noblesse, clergé, bourgeoisie et paysannerie) sont rassemblés à Porvoo (Borgå) entre le 25 mars et le 19 juillet 1809 par le tsar Alexandre Ier, devenu le nouveau grand-duc de Finlande. La raison de la réunion de la Diète à Porvoo est que la guerre est en cours et que la ville se trouve à l'intérieur des terres. L’événement majeur de la Diète, est l'assermentation à la cathédrale de Porvoo le 29 mars 1809. Chacun des ordres prononce son Serment d'allégeance, s'engageant à reconnaître l'empereur et grand-duc de Finlande comme l'autorité réelle et de n'en pas modifier la constitution et la forme de gouvernement. Alexandre Ier promet alors de gouverner la Finlande en accord avec ses lois. Ceci signifie que l'empereur confirme la Constitution suédoise de 1772 (fi), comme étant celle de la Finlande. La Diète exige qu'elle soit convoquée à la fin de la guerre de Finlande qui sépare la Finlande de la Suède.
Le 17 septembre 1809, le conflit se termine par le traité de Fredrikshamn. Il faudra encore cinquante ans avant que la Diète de Finlande soit convoquée à nouveau.

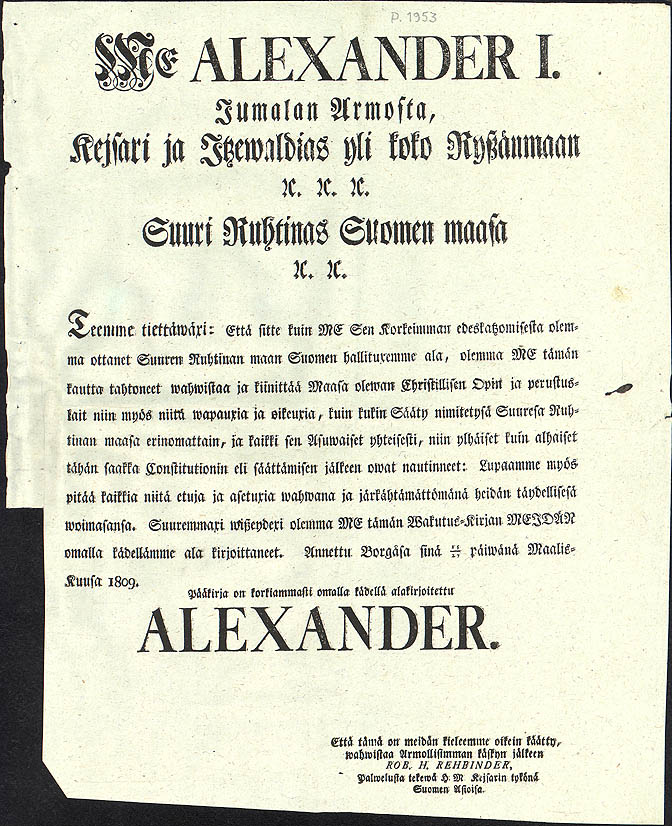
Déclaration d'engagement de Alexandre Ier à Porvoo, (15-27 mars 1809).

## Participants
Le Diète a eu des participants de différents domaines :
- noblesse : 75 représentants, présidés par le comte-maréchal (en) (en suédois : lantmarskalk Robert Wilhelm De Geer ;
- clergé : 8 représentants, présidés par l'évêque de Turku Jacob Tengström ;
- bourgeoisie : 20 représentants, présidés par le commerçant Kristian Trapp de Turku ;
- paysans : 31 représentants, présidés par Pehr Klockars Uusikaarlepyy.

Sur 205 familles nobles, 130 n'étaient pas représentées à la Diète et 60 des représentants n'ont pas assisté à la cérémonie d'ouverture. Les bourgeois étaient principalement représentés par des commerçants.

## Source de la traduction et crédit auteur
- (en)/(fi) Cet article est partiellement ou en totalité issu des articles intitulés en anglais « Diet of Porvoo » (voir la liste des auteurs) et en finnois « Porvoon valtiopäivät » (voir la liste des auteurs).

- Cet article est partiellement ou en totalité issu de l'article intitulé « Diète de Finlande » (voir la liste des auteurs).